# Verpa digitaliformis
Verpa digitaliformis är en svampart som beskrevs av Pers. 1822. Verpa digitaliformis ingår i släktet Verpa och familjen Morchellaceae.   Inga underarter finns listade i Catalogue of Life.